# ألكسندر زوييف (طيار)
ألكسندر ميخائيلوفيتش زوييف ( (بالروسية: Александр Михайлович Зуев)‏ ; (17 يوليو 1961 - 10 يونيو 2001) كان طيارًا سوفييتيًا انشق إلى الولايات المتحدة بطائرته من طراز ميج 29 في 20 مايو 1989من خلال الهبوط بطائرته في تركيا كدولة وسيطة.

## أعماله
- نقطة ارتكاز: هروب طيار من الطراز الأول من الإمبراطورية السوفييتية ، بقلم ألكسندر زوييف، 1992،(ردمك 978-0-446-51648-8)

## روابط خارجية
- مقابلة CBS 60 دقيقة (بثت في 3 يناير 1993)